# بخش سیاخ دارنگون
بخش سیاخ دارنگون، یکی از بخش‌های شهرستان شیراز در استان فارس ایران است. مرکز این بخش، روستای کدنج است.

## تقسیمات کشوری
- بخش سیاخ دارنگون
  - دهستان سیاخ
  - دهستان دارنگون

## جمعیت
بر پایه سرشماری عمومی نفوس و مسکن در سال ۱۳۹۵، جمعیت بخش سیاخ دارنگون برابر با ۱۰٬۶۷۴ نفر بوده است.